# اشک‌ها تبدیل شده‌اند به شعله
اشک‌ها تبدیل شده‌اند به شعله (به هندی: Aasoo Bane Angaarey) فیلمی محصول سال ۱۹۹۳ و به کارگردانی مهول کومار است. در این فیلم بازیگرانی همچون جیتندرا، مادهوری دیکشیت، دیپاک تیجوری، پریم چوپرا، آشوک کومار، انوپم کهیر، سورش اوبروی، جانی لور، بیندو، آریونا ایرانی، هلن، آرچانا پوران سینگ ایفای نقش کرده‌اند.